# Jake Jervis
Jake Jervis (Wolverhampton, 17 settembre 1991) è un calciatore inglese, attaccante dell'Hednesford Town.

## Caratteristiche tecniche
Attaccante, può giocare come esterno d'attacco su entrambe le fasce.

## Carriera
Il 25 agosto 2011 fa il suo debutto nelle competizioni UEFA per club al St Andrew's di Birmingham, nella sfida di UEFA Europa League vinta 3-0 contro il Nacional, subentrando all'89' a Chris Wood.
Il 14 gennaio 2013, dopo aver giocato tra la quarta e la seconda divisione inglese (al Birmingham City in Premier fa solo panchina), si accorda con l'Elazığspor: in Turchia la sua esperienza dura 8 mesi, poiché a settembre si svincola. Ritorna in Inghilterra, nuovamente al Portsmouth, ormai retrocesso in Football League Two: 15 presenze e 4 gol convincono il Ross County ad acquistarne le prestazioni. In Scozia, Jervis è titolare, gioca un'intera stagione da quando è professionista in un solo club, prima di trasferirsi nuovamente, tornando in quarta divisione inglese, questa volta al Plymouth.